# Théorème de Schur-Horn
En mathématiques, le théorème de Schur-Horn est un théorème d'algèbre linéaire caractérisant l'ensemble des diagonales possibles, pour une matrice hermitienne de valeurs propres prescrites.

## Énoncé
Étant donnés 2N réels
s'il existe une matrice hermitienne d'éléments diagonaux les di et de valeurs propres les λi, alors (théorème de Schur,)
Réciproquement, si ces conditions sont vérifiées alors (théorème de Horn,) il existe une matrice hermitienne, et même une matrice réelle symétrique, d'éléments diagonaux les di et de valeurs propres les λi.

## Reformulation
Pour deux vecteurs de ℝN,
il existe une matrice hermitienne (et même alors une matrice réelle symétrique) d'éléments diagonaux les di et de valeurs propres les λi si et seulement si
c'est-à-dire — par définition — si, lorsqu'on réordonne de façon décroissante les composantes de ces deux vecteurs, l'égalité et les N – 1 inégalités ci-dessus sont vérifiées.
Or il existe des caractérisations équivalentes de la majorisation :
- λ majorise d si et seulement s'il existe une matrice bistochastique S telle que d = Sλ.
- λ majorise d si et seulement s'il existe une suite finie de vecteurs dont le premier est λ, le dernier est d et le successeur de chaque vecteur x est une combinaison convexe de x et de l'un de ses transposés.

## Démonstration
Notons Λ la matrice diagonale des λi.
⇒ : Soit {\displaystyle A=(a_{i,j})} une matrice hermitienne N × N, de valeurs propres les λi et de diagonale les di. Puisque A est normale, il existe une matrice unitaire U telle que A = UΛU* donc{\displaystyle \forall i=1,\ldots ,N\quad d_{i}=a_{i,i}=\sum _{j=1}^{N}|u_{i,j}|^{2}\lambda _{j},}
autrement dit, en notant si,j = |ui,j|2 et {\displaystyle S=(s_{i,j})} :
{\displaystyle d=S\lambda .}
Comme U est unitaire, S est bistochastique, ce qui prouve que λ majorise d.
⇐ : Réciproquement, supposons que λ majorise d. On peut alors passer de λ à d par une suite finie de vecteurs dont chacun est obtenu à partir du précédent en ne modifiant que deux composantes u ≤ v, augmentant u d'au plus v – u et diminuant v d'autant. Construisons par récurrence, pour chaque vecteur x de cette suite (en particulier pour le dernier, ce prouvera l'implication), une matrice réelle symétrique de valeurs propres les λi et de diagonale x. Pour le premier vecteur, λ, la matrice Λ convient. Supposons construite une matrice {\displaystyle A=(a_{i,j})} pour le vecteur x et construisons une matrice B pour son successeur y, qui ne diffère de x que par deux coordonnées, par exemple, pour simplifier les notations : y1 = x1 – δ et y2 = x2 + δ avec δ compris entre 0 et x1 – x2. D'après le théorème des valeurs intermédiaires, il existe un angle θ entre 0 et π/2 tel que
Soient Rθ la matrice de rotation plane d'angle θ et IN–2 la matrice identité de taille N – 2. La matrice diagonale par blocs
{\displaystyle P:={\begin{pmatrix}R_{\theta }&0\\0&I_{N-2}\end{pmatrix}}}
est orthogonale, et un calcul immédiat montre que B = PAPT convient.